# Silvestre de Balboa
Silvestre de Balboa (Silvestre de Balboa y Troya Quesada, ur. 1563, zm. ok. 1649) – poeta hiszpański, uważany za pierwszego autora kubańskiego. Pochodził z Wysp Kanaryjskich. Mieszkał na Kubie. Napisał poemat oktawą Espejo de paciencia (1608), uznawany powszechnie za pierwsze dzieło literatury kubańskiej. Ten krótki epos opowiada o walce miejscowych ludzi z piratami.